# 絞め殺しの木

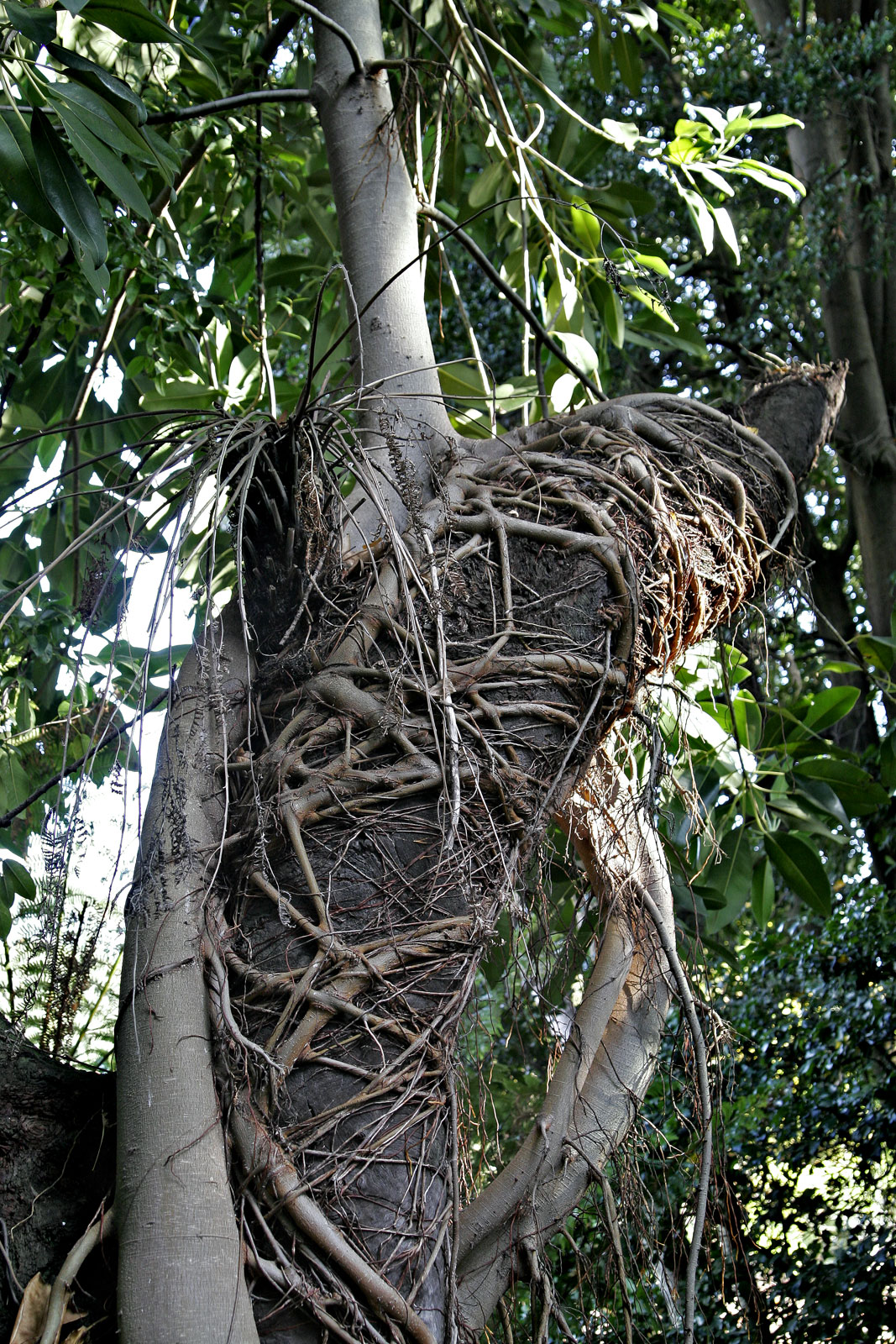
樹に絡みつく「絞め殺しの木」。メルボルン王立植物園（Royal Botanic Gardens, Melbourne）

絞め殺しの木（Strangler Fig）とは、熱帯に分布するイチジク属や一部のつる植物などの俗称である。絞め殺し植物や絞め殺しのイチジクなどとも呼ばれる。他の植物や岩などの基質に巻きついて絞め殺すように（あるいは実際に殺して）成長するためにこの名前が付いている。代表例として以下の植物がある。
イチジク属
- Ficus aurea （"Florida Strangler Fig"）
- Ficus barbata （"Bearded Fig"）
- ベンガルボダイジュ Ficus benghalensis
- ガジュマル Ficus microcarpa[1]
- アコウ Ficus superba
- Ficus watkinsiana

その他
- Metrosideros robusta："Northern Rata"、ニュージーランドの温帯雨林に生育するフトモモ科の木本。

これらの木は宿主植物を絞め殺すという共通の特徴を備えており、イチジク属のものを中心に多くの熱帯雨林に見られる。この特性は、太陽光を巡る競争が苛烈な暗い森林の環境に適応した結果、獲得されたものである。絞め殺しの木は着生植物として成長を始める。多くの場合種子は鳥によって散布され、宿主となる植物の樹上の幹の表皮の割れ目などに落ちて発芽する。種子が発芽すると、その苗は地面へと根（気根）を伸ばして地表に達すると幹として太くなり、さらに多くの根が宿主の表面を覆うようになる。その一方、枝は上方へと成長して宿主の樹冠を超え、日光を得る。
「絞め殺し」の結果として宿主側の植物が枯死した場合には、絞め殺しの木の中心部分（宿主植物があった部分）が円筒形の空間となり、しばしば空いたまま残る（"columnar tree"）。

## 写真

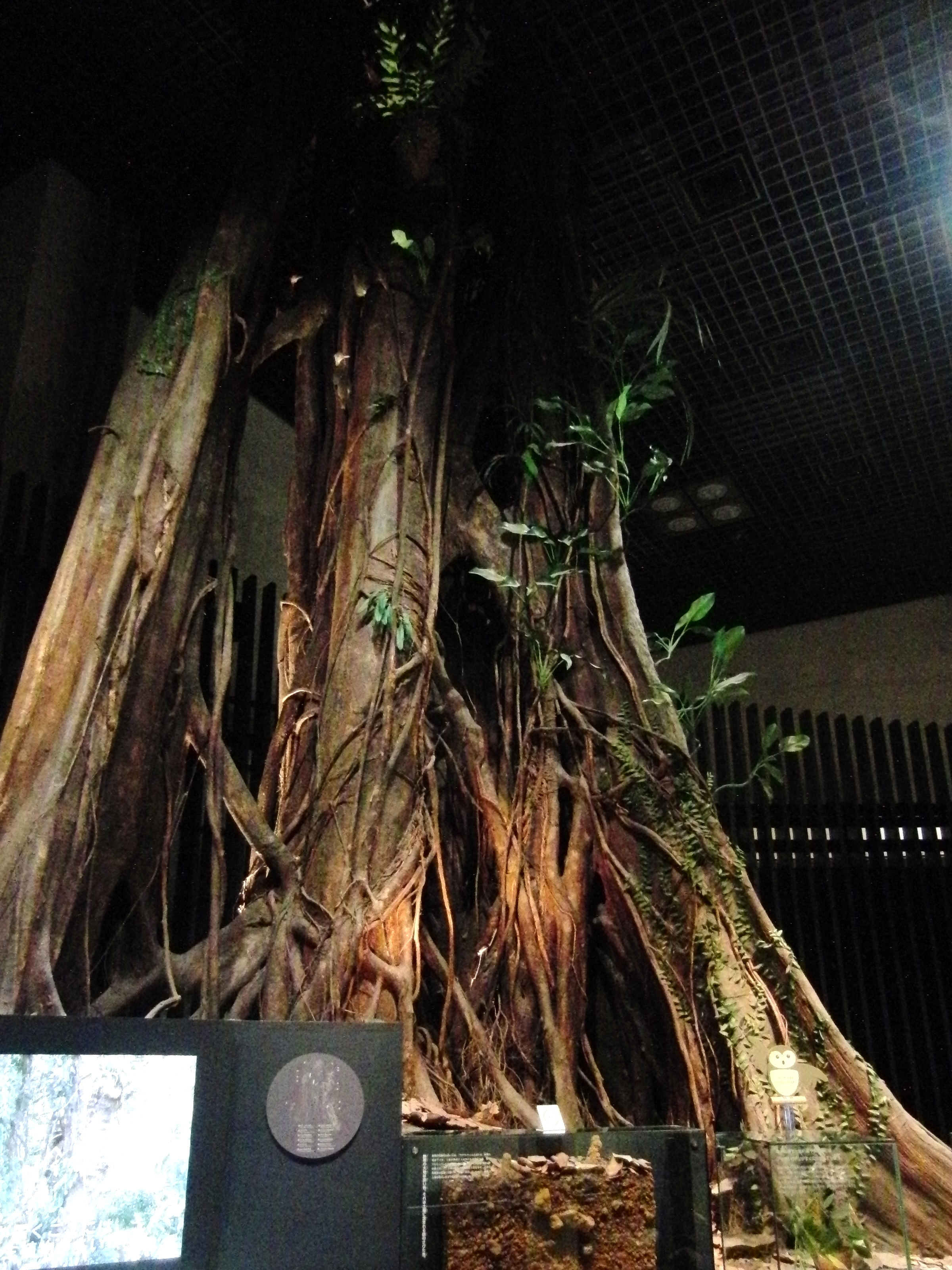
東京・上野の国立科学博物館にはボルネオ島から運んできた絞め殺しの木が展示されている。
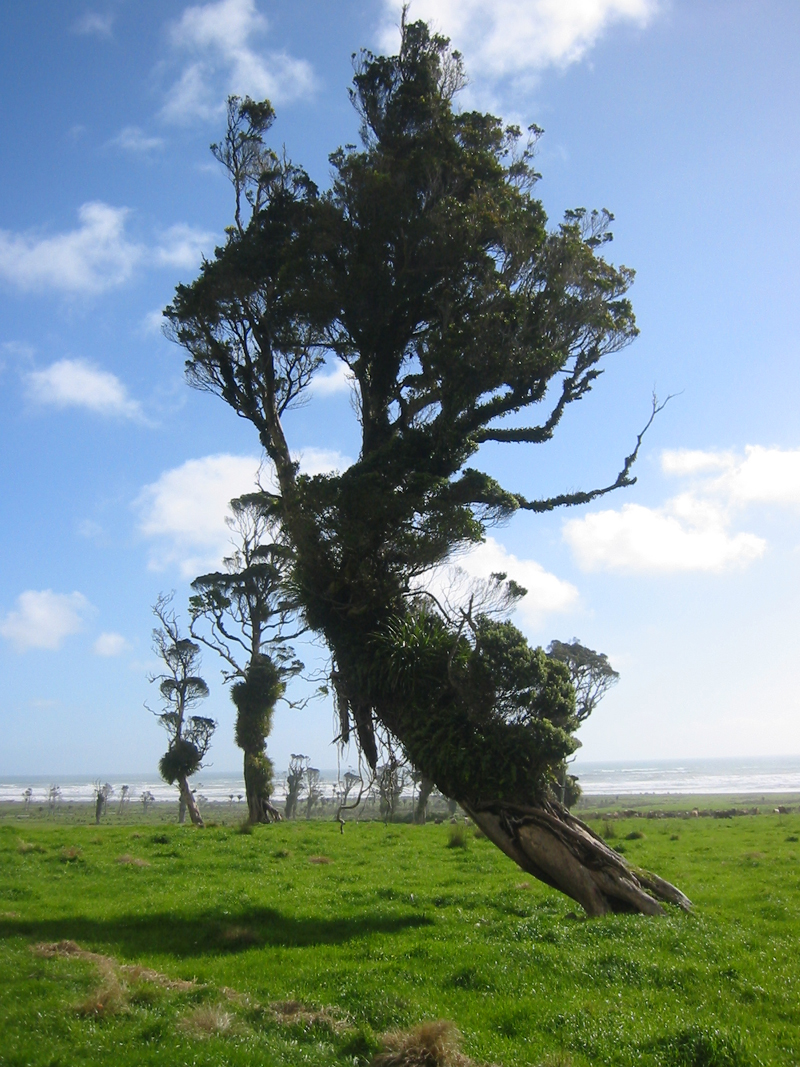
Metrosideros robusta の木
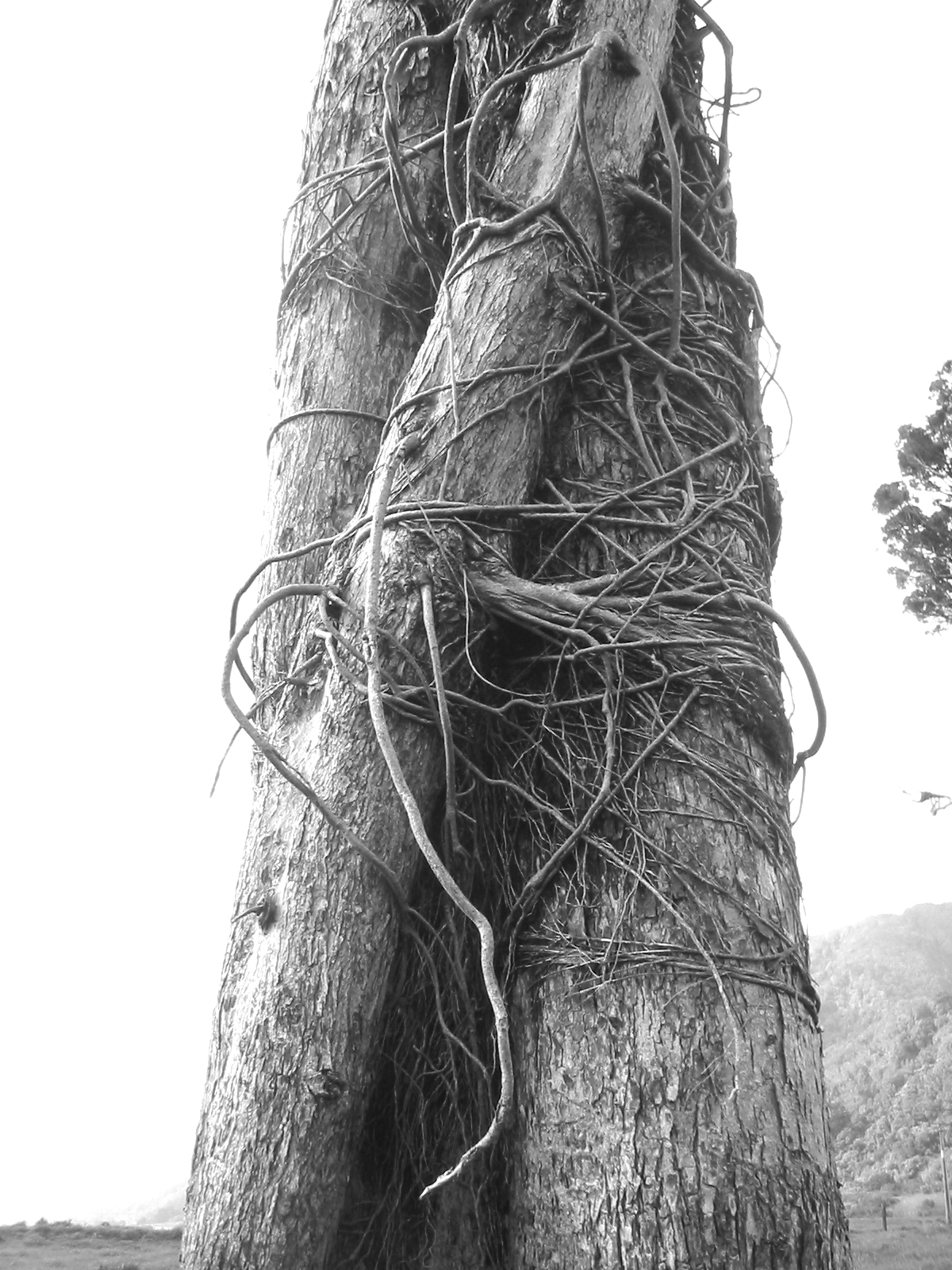
宿主に巻き付くM. robusta